# Булар, Жан-Пьер
Жан-Пьер Булар (фр. Jean-Pierre Boulard; род. 3 декабря 1942, Эперне) — французский шоссейный велогонщик, выступавший на любительском уровне в 1960-х и 1970-х годах. Победитель генеральной классификации многодневной гонки «Тур де л’Авенир», победитель и призёр французских национальных первенств, участник летних Олимпийских игр в Мехико.

## Биография
Жан-Пьер Булар родился 3 декабря 1942 года в городе Эперне департамента Марна, Франция.
Серьёзно заниматься велоспортом начал в 1959 году по наставлению своего старшего брата Рене, проходил подготовку в коммуне Шалон-ан-Шампань в местном клубе Pédale Châlonnaise. Участвовал во многих любительских гонках, преимущественно на территории региона Шампань, в 1967 году одержал победу на чемпионате Франции среди любителей.
В 1968 году выиграл шестой этап и генеральную классификацию многодневной гонки «Тур де л’Авенир», стал победителем и призёром на нескольких менее значимых соревнованиях. Благодаря череде удачных выступлений вошёл в основной состав французской национальной сборной и удостоился права защищать честь страны на летних Олимпийских играх в Мехико. В программе командной гонки с раздельным стартом на 100 км вместе с тремя своими партнёрами расположился в итоговом протоколе соревнований на 15 строке.
Несмотря на достаточно высокие результаты, Булар отказался от карьеры профессионального гонщика, решив больше времени уделять семье и своему торговому бизнесу. При этом вплоть до 1997 года он продолжал регулярно участвовать в любительских гонках, в том числе неоднократно побеждал и становился призёром в зачёте «Велосипедного гран-при Юманите», становился чемпионом Франции FSGT, был третьим на любительском «Гран-при Наций». Планировалось его участие в Велогонке Мира, но в итоге из-за проблем со здоровьем Жан-Пьеру Булару так и не довелось выступить на этих соревнованиях.